# Pinhook
Pinhook – wieś w Stanach Zjednoczonych, w stanie Missouri, w hrabstwie Mississippi.